# VTB United League Supercup 2022
De VTB United League Supercup 2022 was een basketbaltoernooi in Europa dat in Moskou op 22 september 2022 tot 25 september 2022 werd gehouden. De top 4 teams van het afgelopen seizoen in de VTB United League namen deel aan dit toernooi: Zenit Sint-Petersburg, CSKA Moskou, Lokomotiv-Koeban Krasnodar en UNICS Kazan plus 2 buitenlandse teams uit Servië, KK Partizan en KK Mega Basket. Zenit won het goud.

## Resultaten

### Voorronde
De voorronde bestond uit zes teams ingedeeld in twee groepen van drie. Elk team speelde een wedstrijd tegen een groepsgenoot.

#### Groep A
| Plaats | Team                       | Pnt | W | V | PV  | PT  | Verschil |
| ------ | -------------------------- | --- | - | - | --- | --- | -------- |
| 1      | Zenit Sint-Petersburg      | 3   | 1 | 1 | 154 | 139 | +15      |
| 2      | KK Partizan                | 3   | 1 | 1 | 157 | 151 | +6       |
| 3      | Lokomotiv-Koeban Krasnodar | 3   | 1 | 1 | 144 | 165 | -21      |

| 22 september 2022 | KK Partizan           | 92 - 70 | Lokomotiv-Koeban Krasnodar |
| 23 september 2022 | Zenit Sint-Petersburg | 73 - 74 | Lokomotiv-Koeban Krasnodar |
| 24 september 2022 | Zenit Sint-Petersburg | 81 - 65 | KK Partizan                |

#### Groep B
| Plaats | Team           | Pnt | W | V | PV  | PT  | Verschil |
| ------ | -------------- | --- | - | - | --- | --- | -------- |
| 1      | CSKA Moskou    | 4   | 2 | 0 | 177 | 147 | +30      |
| 2      | UNICS Kazan    | 3   | 1 | 1 | 149 | 145 | +4       |
| 3      | KK Mega Basket | 2   | 0 | 2 | 145 | 179 | -34      |

| 22 september 2022 | CSKA Moskou | 76 - 71  | UNICS Kazan    |
| 23 september 2022 | CSKA Moskou | 101 - 76 | KK Mega Basket |
| 24 september 2022 | UNICS Kazan | 78 - 69  | KK Mega Basket |

### 5e/6e plaats
De nummers 3 van de twee groepen kwamen tegenover elkaar om de 5e / 6e plaats.
| 25 september 2022 | Lokomotiv-Koeban Krasnodar | 95 - 93 | KK Mega Basket |

### Wedstrijd om bronzen medaille
De nummers 2 van de twee groepen kwamen tegenover elkaar om de 3e / 4e plaats.
| 25 september 2022 | KK Partizan | 77 - 83 | UNICS Kazan |

### Finale
De nummers 1 van de twee groepen kwamen tegenover elkaar om de 1e / 2e plaats.
| 25 september 2022 | Zenit Sint-Petersburg | 71 - 70 | CSKA Moskou |

## Eindklassering
| #      | Land                       |
| ------ | -------------------------- |
| Goud   | Zenit Sint-Petersburg      |
| Zilver | CSKA Moskou                |
| Brons  | UNICS Kazan                |
| 4      | KK Partizan                |
| 5      | Lokomotiv-Koeban Krasnodar |
| 6      | KK Mega Basket             |

2021 · 2022 · 2023 · 2024